# Fortificació romana de Strutt's Park
La fortificació romana de Strutt's Park era una fortificació romana a Strutt's Park, un suburbi de Derby, Anglaterra. Va ser construïda al voltant de l'any 50 i reemplaçada, probablement entre els anys 75 i 80, per una nova fortificació a Little Chester a la llera oposada del riu Derwent.

## El lloc
El lloc de la fortificació era sota les actuals Duffield Road i Belper Road; la primera documentació de la seva existència va aparèixer el 1967. Unes excavacions de l'any 1995 van revelar cases, murs de pedra i paviment amb llambordes. Les troballes de ceràmica són gestionades en part pel Trent & Peak Archaeological Trust i en part pel Derby Museum and Art Gallery.
El propòsit de la fortificació era probablement protegir un important pas del riu: poc més d'una milla cap al sud, la via romana actualment coneguda com a Icknield Street creuava el Derwent. Una segona carretera, coneguda com The Long Lane, anava cap a l'est des d'aquest punt en direcció Wroxeter i Chester; una tercera, coneguda com The Street, creuava el Districte de Peak cap a Buxton i Manchester.

## Història

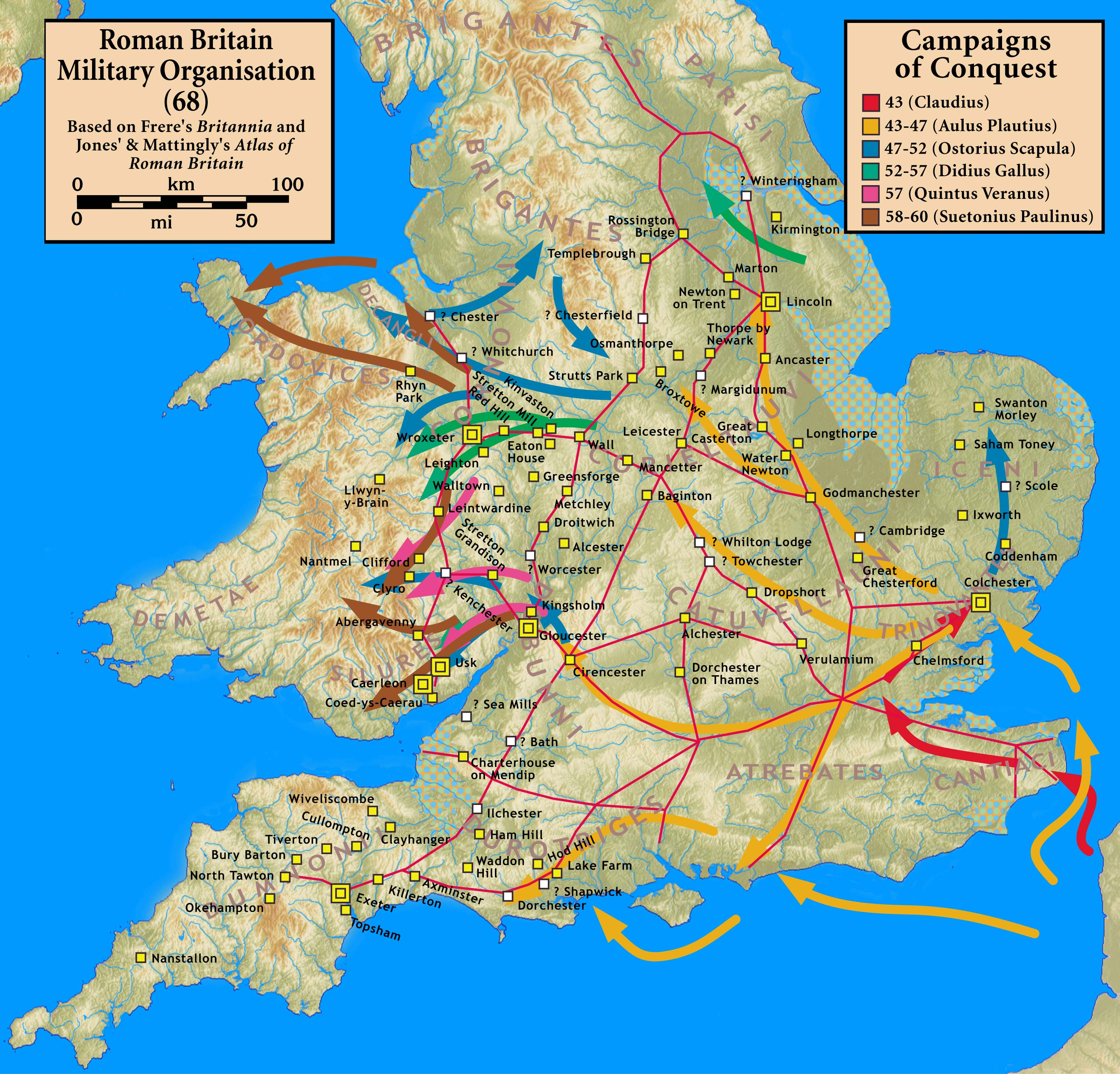
Les campanyes de Publi Ostori Escàpula

El desenvolupament general de la conquesta romana de Britànnia durant el segle I es recorda gràcies a fonts històriques; en casos en els quals hi intervenen fortificacions romanes, però, els historiadors depenen molt de les excavacions arqueològiques. La zona de Derbyshire estava ocupada durant aquells temps per una tribu coneguda com els cornovii. En els anys 46-47 l'Exèrcit romà, comandat pel governador Aule Plauci, ja havia ocupat molt probablement les terres al sud del riu Trent. A les darreries de l'any 47 el nou governador de Britànnia, Publi Ostori Escàpula, va començar una campanya contra les tribus de les muntanyes de l'oest (actual Gal·les). Caratacus, el seu líder, fou derrotat en la batalla de Caer Caradoc (50 aC) i escapà cap als brigants, que ocupaven els Penins. La seva reina, Cartimandua, va arribar a un acord amb els romans i els el va entregar. Ostori va morir i va ser reemplaçat per Aule Didi Gal, que va aconseguir controlar la frontera amb Gal·les però no es va desplaçar més ni cal al nord ni cap a l'oest. Fou aproximadament durant aquest temps que la fortificació romana de Strutt's Park fou construïda; probablement queia no pas lluny al sud de la frontera del territori romà amb el dels brigants, que eren llavors uns aliats o un regne subjacent.
La campanya per a conquerir les muntanyes de Gal·les va continuar sota la governació de Quint Verani i el seu successor Gai Suetoni Paulí. Al voltant de l'any 74 la reina Cartimandua va demanar assistència romana per poder derrotar una rebel·lió, la qual cosa indica que podria haver-hi hagut cert descontentament als territoris al nord de Strutt's Park. L'any 78, Gneu Juli Agrícola, famós per la seva biografia que fou escrita pel seu gendre Tàcit, fou nomenat governador. Va consolidar les fortificacions, va millorar la infraestructura viària i va comandar diverses campanyes prou conegudes avui en dia: va reconquerir Gal·les del Nord l'any 78 i va conquerir els brigants i els parisii (actual est de Yorkshire) l'any 79, completant l'annexió del que actualment és el nord d'Anglaterra. Strutt's Park, si estava ideat com una defensa per si els brigants creuaven el riu des del nord, potser ja no era necessari. Va ser reemplaçat durant aquesta època per una nova fortificació a Little Chester, directament en la línia d'Icknield Street i millor col·locat per poder controlar la nova carretera.